# Laguna Avendaño

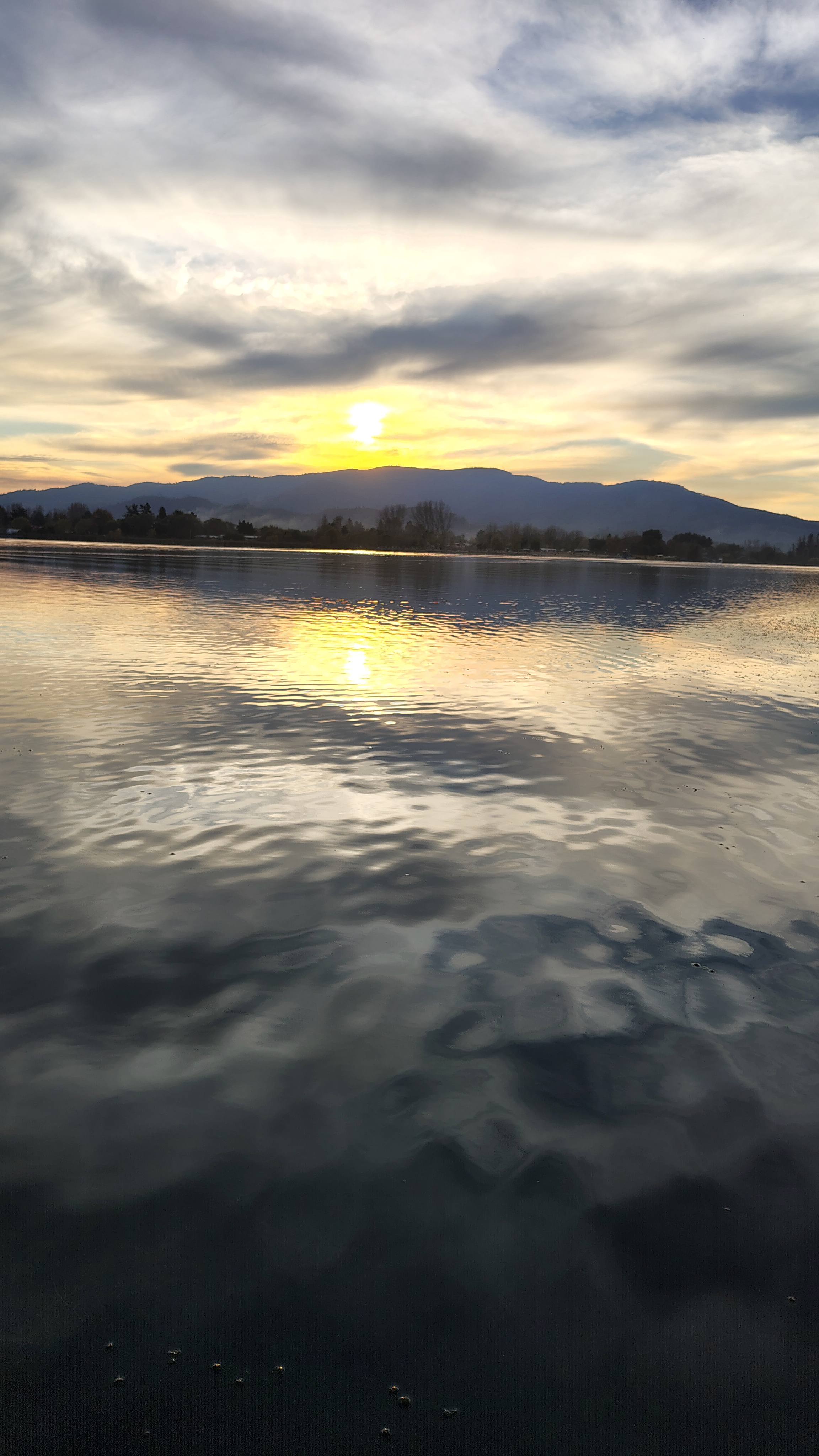
Atardecer en Laguna Avendaño, Quillón

La laguna Avendaño es una laguna ubicada en la cuenca del río Itata, en la comuna de Quillón, provincia de Diguillín, Región de Ñuble, Chile. Sus costas no presentan una inclinación muy pronunciada.

## Ubicación y descripción
La Laguna Avendaño tiene la particularidad que desde una vista superior su superficie tiene una forma de una ballena. La cual fue descubierta por sus habitantes cuando por primera vez lograron subir al cerro Cayumanqui que es un cerro emblemático de la comuna de Quillón.

## Hidrografía
El cuerpo de agua es el más importante de la Comuna de Quillón y no tiene afluentes superficiales, por lo que se presume que es alimentada subterraneamente.

## Historia
Luis Risopatrón lo describe en su Diccionario Jeográfico de Chile (1924):: 57 
Avendaño (Laguna de) 36° 45’ 72° 28'. De 4 a 5 kilómetros de largo, 1 a 2 km de ancho i hasta de 11 m de profundidad con las lluvias del invierno, tiene una. vistosa islilla en el centro, espesos pajonales en sus bordes, en que anidan las numerosas aves acuáticas que la pueblan i peces en sus aguas; se encuentra a 100 m de altitud, a 4 o 5 kilómetros al E de la aldea de Quillón i a unos 2 km de la orilla W del rio Itata, entre márjenes que ofrecen feraces vegas, sembradías al retiro de las aguas. 63, p. 389 i mapa; i 155, p. 63; lagunas en 3, I, p. 588 (Alcedo, 1786); i de Abendaño en 61, XXIII, p. 140.

## Población, economía y ecología
La laguna Avendaño es una de las atracciones turísticas de la región de Ñuble, la cual ha logrado ser un aporte importante para Quillón, convirtiéndose en una de las principales fuentes de trabajo para los habitantes del lugar durante el verano. La Laguna también es una fuente para pro-cursar el deporte acuático en toda la zona ya que el lugar es apto para realizar deportes como kayak, navegación a vela, esquí acuático, canotaje, etc.